# NGC 3005
NGC 3005 este o galaxie spirală situată în constelația Ursa Mare. A fost descoperită în 25 ianuarie 1851 de către William Parsons, 3rd Earl of Rosse⁠(d).